# ㅠ
ㅠ là một nguyên âm của tiếng Triều Tiên. Unicode của ㅠ là U+3160. Khi chuyển tự Hangeul sang Romaja nó tương ứng với cặp chữ "YU".